# 千葉市ユースホステル
千葉市ユースホステル（ちばしユースホステル）は日本ユースホステル協会に加盟していた千葉県のユースホステル。
1964年（昭和39年）より施行された『千葉市ユース・ホステル設置管理条例』に基づき、1983年（昭和58年）7月1日に千葉市昭和の森公園内に開館した。団体客を中心に長く利用されてきたが、利用者数の低迷が続いたことや施設の老朽化が進んだこと等から公営ユースホステルとしての役割は終えたものと判断し、2014年（平成26年）3月31日に閉館した。運営する千葉市は閉館後に残された建物を周辺施設と合わせてレクリエーションの場として再活用することを決め、建物のリノベーション工事、運営事業者の募集等を進めた後、2014年（平成26年）4月26日から『昭和の森フォレストビレッジ』内の宿泊施設『フォレストロッジ』として営業を再開した。

## 設備
以下は閉館時の状況である。
- 荷物預かりあり
- 研修室あり
- 周辺で野鳥の観察可
- 周辺にテニス場やグラウンドあり
- 周辺にハイキングコースあり
- 談話室あり
- 駐輪場あり
- 駐車場あり
- 家族グループ等で一室利用可

## 休館
- 12月29日-1月5日
- 臨時休館あり

## アクセス
- JR東日本外房線『土気駅』南口から『千葉中央バス』『あすみが丘南』行きに乗車『大通中央』バス停下車後、徒歩10分。
- 千葉東金道路「中野インターチェンジ」より車で約15分。